# Кантенс
Кантенс (нід. Kantens) — село в нідерландській провінції Гронінген. Входить до муніципалітету Гет-Гогеланд.
Його площа становить 31,54км², а населення станом на 2021 рік складало 955 осіб.
До 1990 року мало статус окремого муніципалітету.

## Галерея

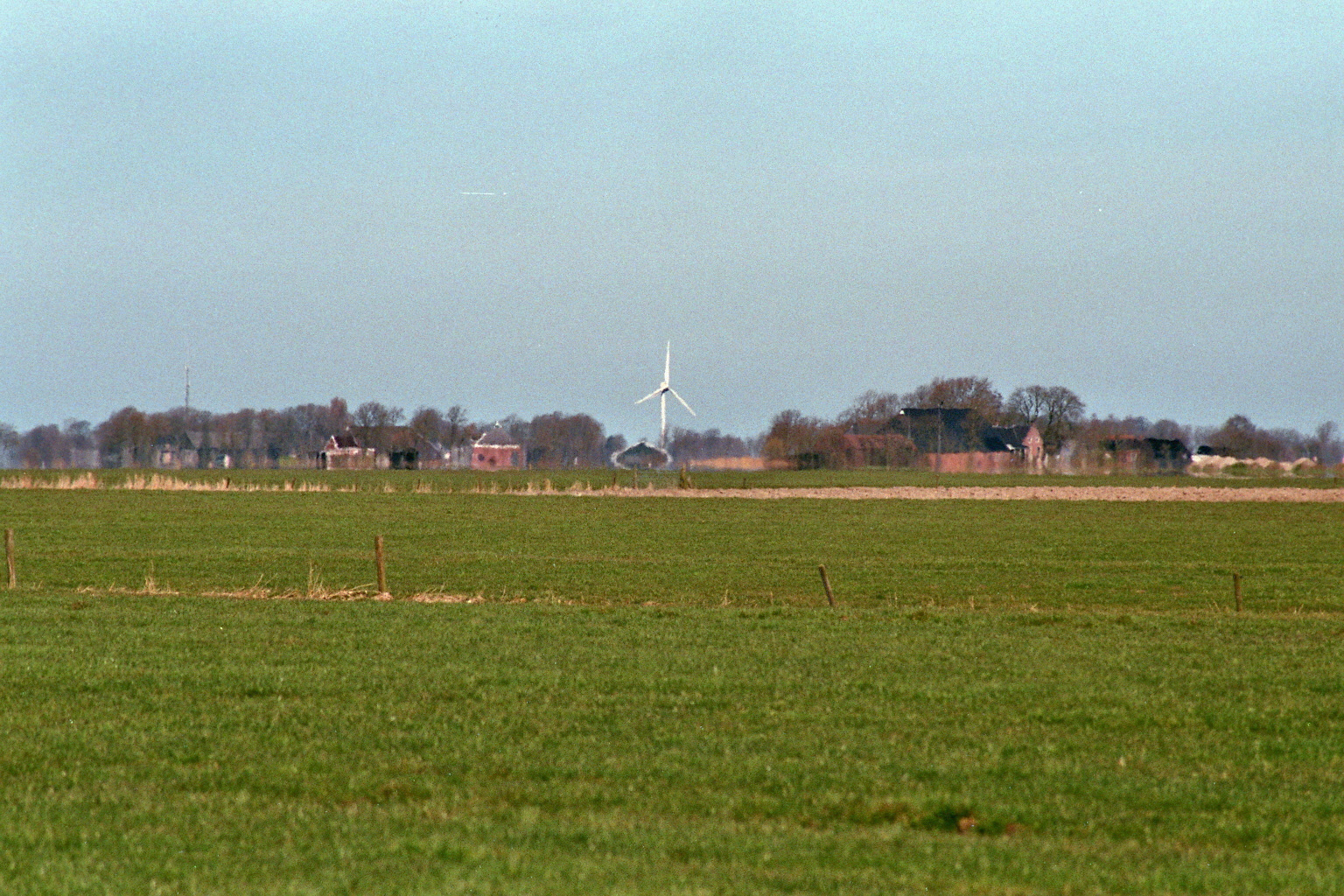
Вид на село
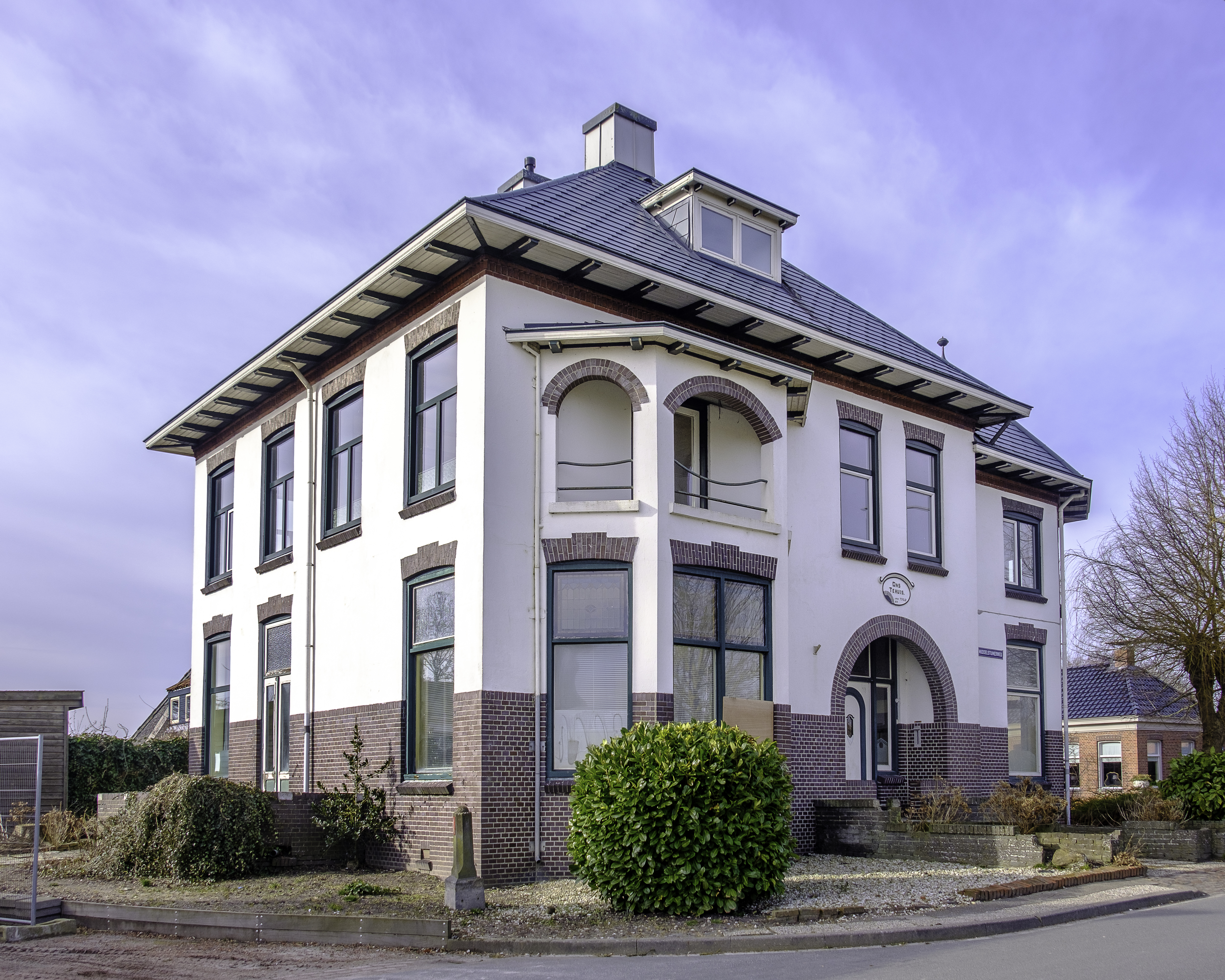
Вілла в Кантенсі
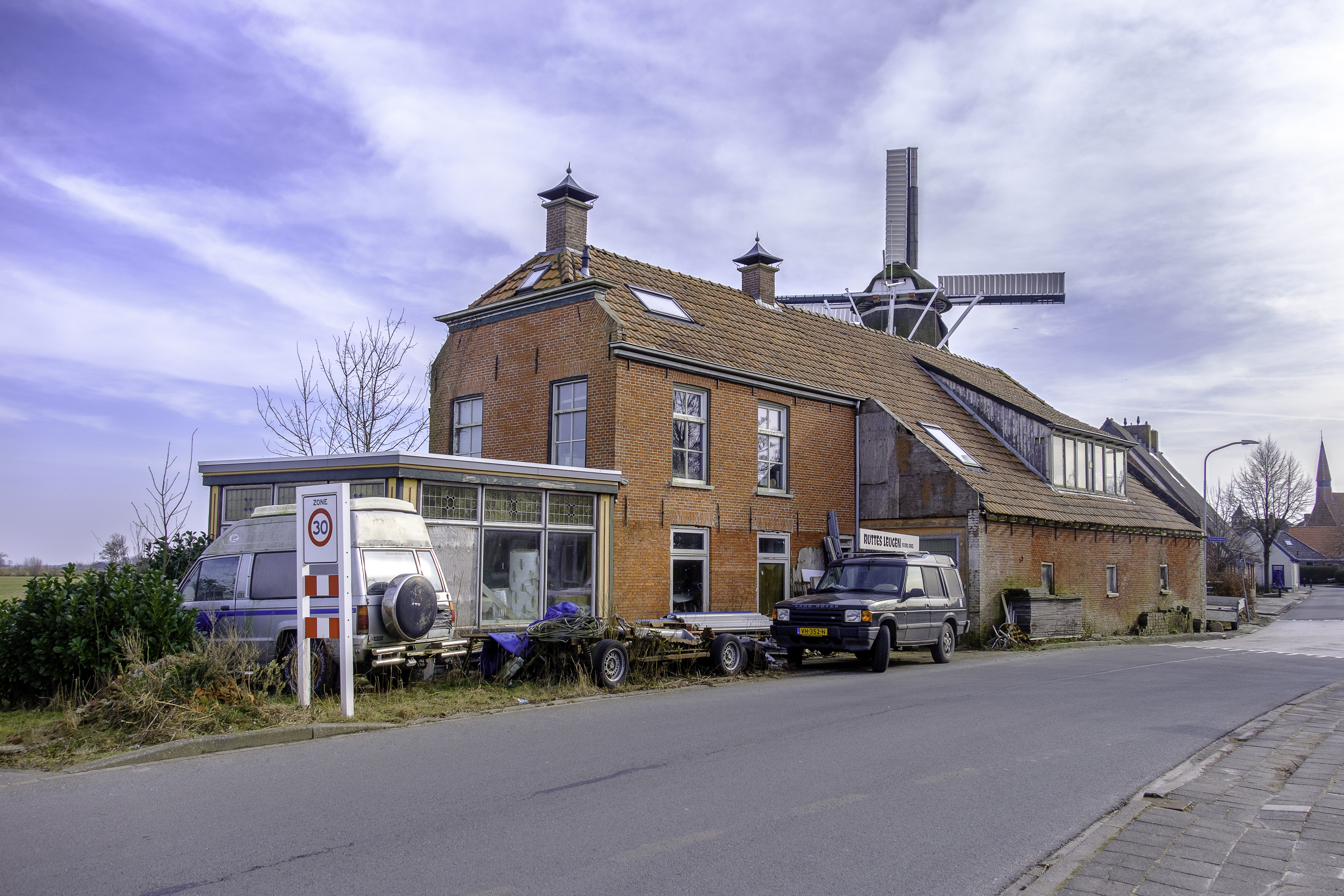
Вулична панорама
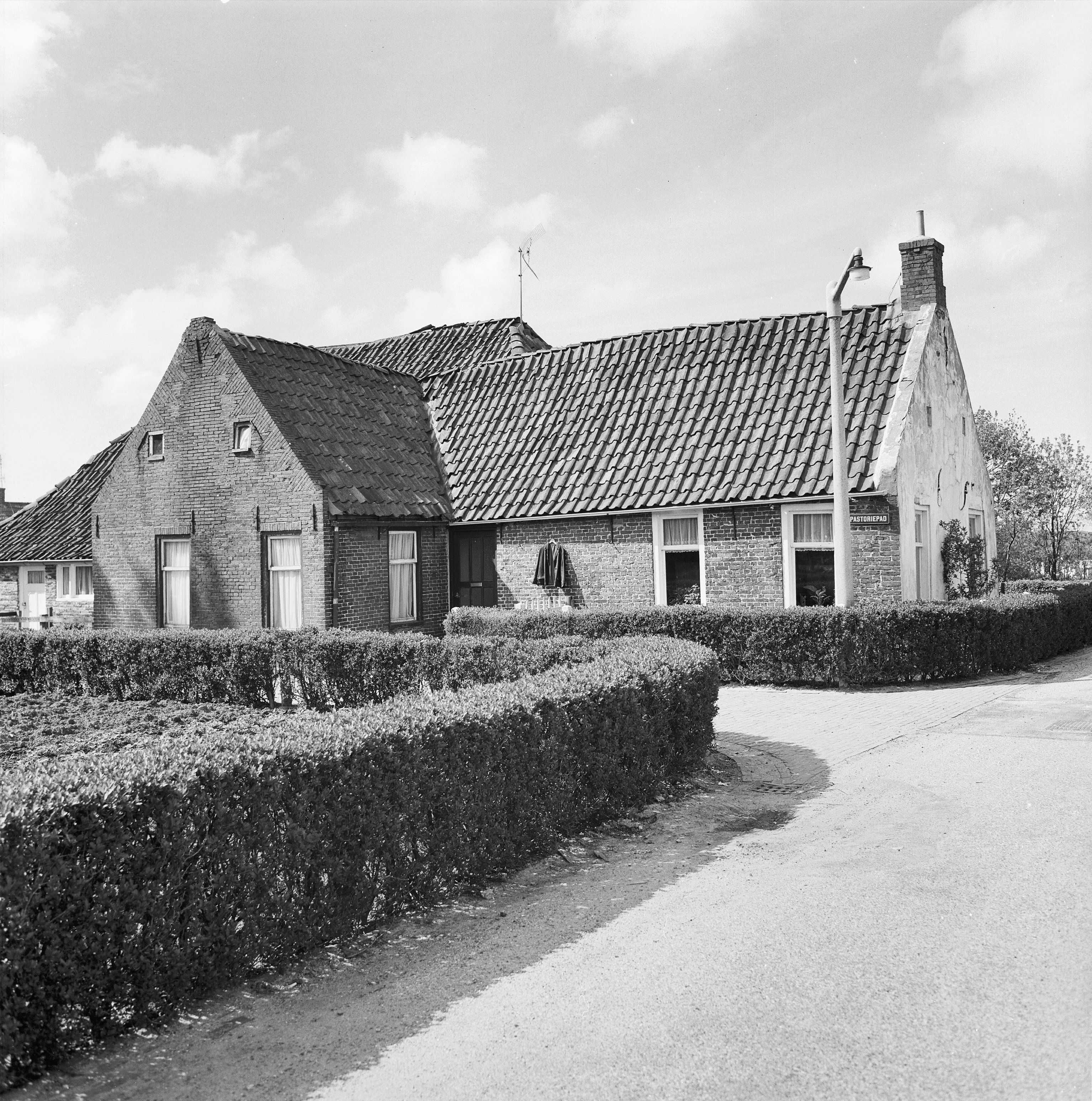
Ферма в Кантенсі